# Campo e Campinho
Campo e Campinho (oficialmente: União das Freguesias de Campo e Campinho) é uma freguesia portuguesa do município de Reguengos de Monsaraz, com 177,57 km² de área e 1132 habitantes (censo de 2021). A sua densidade populacional é 6,4 hab./km².

## História
Foi constituída em 2013, no âmbito de uma reforma administrativa nacional, pela agregação das antigas freguesias de Campo e Campinho e tem a sede em Campinho.

## Demografia
A população registada nos censos foi:
| Distribuição da População por Grupos Etários | Distribuição da População por Grupos Etários | Distribuição da População por Grupos Etários | Distribuição da População por Grupos Etários | Distribuição da População por Grupos Etários | Distribuição da População por Grupos Etários |
| -------------------------------------------- | -------------------------------------------- | -------------------------------------------- | -------------------------------------------- | -------------------------------------------- | -------------------------------------------- |
| Antes da agregação                           |                                              |                                              |                                              |                                              |                                              |
| Ano                                          | 0-14 anos                                    | 15-24 anos                                   | 25-64 anos                                   | >= 65 anos                                   | Total                                        |
| 2001                                         | 244                                          | 177                                          | 813                                          | 523                                          | 1757                                         |
| 2011                                         | 158                                          | 131                                          | 631                                          | 476                                          | 1396                                         |
| Após a agregação                             |                                              |                                              |                                              |                                              |                                              |
| Ano                                          | 0-14 anos                                    | 15-24 anos                                   | 25-64 anos                                   | >= 65 anos                                   | Total                                        |
| 2021                                         | 105                                          | 90                                           | 550                                          | 387                                          | 1132                                         |